# Liste des maires de Buzet-sur-Baïse

## Liste des maires
| Période                                  | Période       | Identité                                  | Étiquette | Qualité                                         |
| ---------------------------------------- | ------------- | ----------------------------------------- | --------- | ----------------------------------------------- |
| 16 février 1790                          | 24 juin 1790  | Louis Troupel (de) Larrive                |           | Notaire                                         |
| 1790                                     | An II         | Arnaud-Bernard Castex                     |           | Officier de santé                               |
| An II                                    | 1820          | Raymond (de) Lacorrège                    |           | Propriétaire rentier - Militaire en retraite    |
| 1820                                     | 1830          | Comte Louis-Amable-Christophe de Beaumont |           | Propriétaire rentier                            |
| 1830                                     | 1832          | Pierre Larrieu                            |           | Propriétaire - Militaire en retraite            |
| 1832                                     | 1833          | Pierre-Armand Serbué                      |           | Notaire                                         |
| 1833                                     | 1839          | Joseph-Achille Dupouy                     |           | Propriétaire                                    |
| 1839                                     | 1843          | Guillaume Benquet                         |           | Propriétaire                                    |
| 1843                                     | 1844          | Joseph-Hubert-Auguste Mondotte            |           | Propriétaire rentier                            |
| 1844                                     | 1848          | Joseph Barthe                             |           | Propriétaire                                    |
| 1848                                     | 1852          | Pierre Bancharel                          |           | Négociant en vins                               |
| 1852                                     | 1856          | Guillaume Benquet                         |           | Propriétaire                                    |
| 1856                                     | 1860          | Guillaume-François-Lucien de Laigneau     |           | Propriétaire rentier - Militaire en retraite    |
| 1860                                     | 1869          | Alexis-Bernard Chevalier de Labarrière    |           | Propriétaire rentier                            |
| 1869                                     | 1870          | Étienne Caupenne                          |           | Négociant en farine                             |
| 1870                                     | 1874          | Charles Camus                             |           | Docteur en médecine                             |
| 1874                                     | 1876          | Pierre Capdeville                         |           | Propriétaire                                    |
| 1876                                     | 1884          | Charles Camu                              |           | Docteur en médecine                             |
| 1884                                     | 1887          | Lucien-Georges Gayraud                    |           | Propriétaire rentier et notaire en retraite     |
| 1888                                     | 1892          | Comte Alfred-Louis-Marie de Noailles      |           | Propriétaire rentier                            |
| 1892                                     | 1897          | Martial-Aimé Neuville                     |           | Propriétaire                                    |
| 1897                                     | 1899          | Sainte-Foy-Pierre-André Camus             |           | Docteur en médecine                             |
| 1899                                     | 1900          | Jean Maurin                               |           | Propriétaire                                    |
| 1900                                     | 1905          | Isidore Latreille                         |           | Négociant                                       |
| 1905                                     | 1908          | Pierre Diduan                             |           | Propriétaire cultivateur                        |
| Mai 1908                                 | Novembre 1908 | Jean-Joseph Costes                        |           | Propriétaire cultivateur                        |
| 1908                                     | 1915          | Jean Nouguès                              |           | Propriétaire cultivateur                        |
| 1915                                     | 1919          | Pierre Bouché                             |           | Propriétaire cultivateur                        |
| 1919                                     | 1930          | Joseph Martin                             |           | Inspecteur de l'Éducation nationale en retraite |
| 1930                                     | 1935          | Jean Fillastre                            |           | Instituteur en retraite                         |
| 1935                                     | 1941          | René Peberay                              |           | Propriétaire cultivateur                        |
| 1941                                     | 1942          | Jean Fillastre                            |           | Instituteur en retraite                         |
| 1942                                     | 1944          | Simon Adam                                |           |                                                 |
| 1944                                     | 1971          | René Dupouy                               |           | Viticulteur-négociant en vins                   |
| 1971                                     | 1989          | René Mayerus                              |           | Retraité de la Police nationale                 |
| 1989                                     | 2001          | Victor Tintoni                            |           | Retraité de la Police nationale                 |
| 2001                                     | 2014          | Christian Marin                           |           | Artisan                                         |
| Les données manquantes sont à compléter. |               |                                           |           |                                                 |

## Compléments